# Callocephalon fimbriatum
Callocephalon fimbriatum е вид птица от семейство Какадута (Cacatuidae), единствен представител на род Callocephalon.

## Разпространение
Видът е разпространен в Австралия.